# Dylan Page
Dylan Page (5 november 1993) is een Zwitsers voormalig wielrenner die onder andere reed voor Team Sapura Cycling.

## Carrière
In 2012 was Page dicht bij zijn eerste UCI-overwinning. In de zesde etappe van de Ronde van Kameroen won hij de sprint van het peloton. Bijna een minuut eerder was Andreas Anderegg echter al solo over de eindstreep gekomen.
In 2014 nam Page deel aan het wereldkampioenschap veldrijden voor beloften.
In 2015 wist Page zowel in de eerste als in de tweede etappe van de Ronde van de Toekomst bij de eerste tien te eindigen.
In 2018 verruilde Page Caja Rural-Seguros RGA voor het Maleisische Team Sapura Cycling. Zijn debuut maakte hij in januari in de Ronde van Indonesië, die dat jaar voor het eerst sinds 2011 werd verreden. In de eerste etappe sprintte hij naar de winst, voor de thuisrijders Projo Waseso en Abdul Gani. De leiderstrui die hij daaraan overhield moest hij een dag later afstaan aan Gani. Deze etappezege in Indonesië bleek zijn enige professionele overwinning; in 2019 reed hij nog voor het Zwitserse IAM Excelsior waarna hij stopte als professioneel wielrenner.

## Overwinningen
2018
1e etappe Ronde van Indonesië

## Ploegen
- 2015 –  Roth-Škoda
- 2016 –  Team Roth
- 2017 –  Caja Rural-Seguros RGA
- 2018 –  Team Sapura Cycling
- 2019 –  IAM Excelsior

Baillifard · Baldo · Belda · Brüngger · Bussard · Cecchin · D'Urbano · Gaday · Janorschke · Jaun · Kohler · Krizek · Marguet · Page · Pasche · Pasqualon · Pires · Stüssi · Thalmann · Toffali · Tomio · Vaccher · Zampilli · Zordan
Aranburu · Arroyo · Benito · Butler · Celano · Ferrari · Irisarri · Lastra · Mas · Molina · Oien · Page · Pardilla · Prades · Reis · Rosón · Rubio · Sáez · Schultz · Trofimov · Zabala · Pelegrí (stagiair) · Serrano (stagiair) · Sola (stagiair)
Abdul Halil · Azman · Cahyadi · Ewart · Misbah · Niño · Othman · Page · Pérez · Saharil · Vogt · Zakaria · Zariff